# 정인혜
정인혜(본명: 박보민, 1984년 6월 29일 ~ )는 대한민국의 배우이다.

## 학력
- 단국대학교 무용학과

## 연기 활동

### 드라마
- 2014년 SBS 특별기획 《끝없는 사랑》 ... 경희 역

### 영화
- 2011년 《특수본》 ... 기자 역

## 수상
- 2014년 머슬마니아 피트니스 세계대회 선발전 미즈비키니 쇼트 1위
- 2015년 머슬마니아 유니버스 세계대회 선발전 모델 쇼트 2위
- 2015년 머슬마니아 유니버스 세계대회 선발전 미즈비키니 그랑프리